# 八里橋之戰

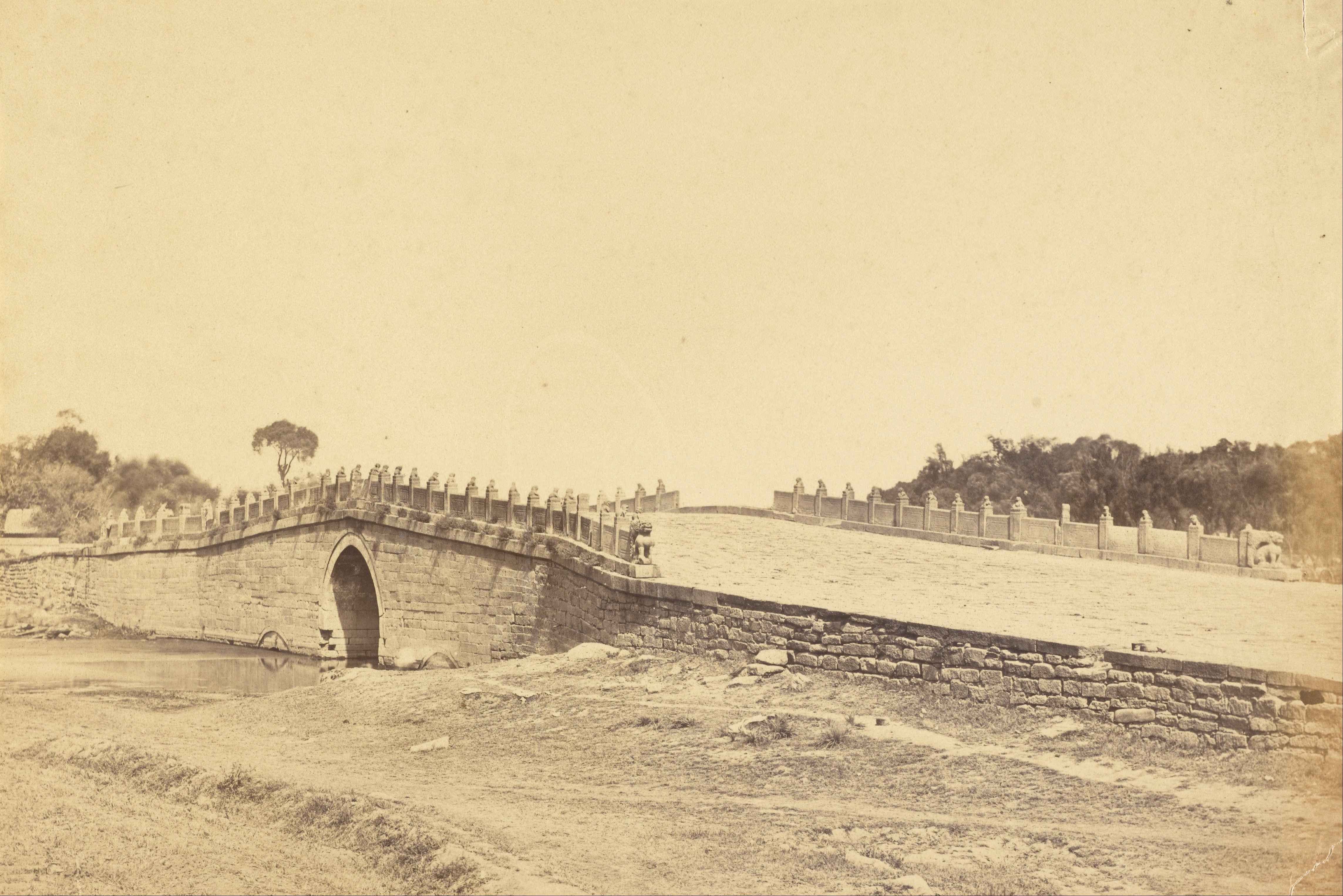
費利斯·比特於1860年拍摄的永通桥（八里桥）

八里橋之戰是第二次鸦片战争中清朝对英法宣戰後，华北地区清军主力，包括科尔沁部僧格林沁野战骑兵、八旗察哈尔、索伦部、京津地区八旗绿营与英法聯軍在通州八里桥进行的决战，僧格林沁部全軍覆沒，胜保受重傷，满蒙部队遭遇重创。随后清朝咸丰皇帝及宫廷太监等逃往承德避暑山庄避難。
因此役之勝，英法联军司令夏尔·库赞-蒙托邦於1862年被拿破崙三世封為「八里橋伯爵」（Comte de Palikao），以為嘉奖。

## 戰役過程
1860年9月初，蒙托邦和克灵顿所率领的英法联军从天津出发进攻北京城的通州、张家湾，张家湾之战于9月18日结束。9月19日，英法联军对八里桥一带开始全面军事侦察，通过入华多年的传教士为辅助。英法聯軍通过侦察发现北京到通州运河沿岸部署大量清军，运河上有一座17世纪石料单孔桥，即为八里桥，距通州旧城8里。
9月19日，清朝朝廷在《谕僧格林沁等应敌机宜》的“廷寄”中询问：“僧格林沁自退扎八里桥之后，日来与该夷是否又经见仗？”，在《著乌兰都迅带马队赴通》的“廷寄”中指令：“僧格林沁现扎八里桥，胜保现扎于家卫，防堵由通入京要隘，以截夷人前进……著乌兰都迅即统带所部马队官兵二千三百名，日夜趱行，前往通州以西八里桥地方，听候僧格林沁等调拨，勿稍迟延。”
战役打响后清军首先进攻：
大批密集的蒙古骑兵力图从他们借以掩蔽的树林后面向一队法国步兵法国炮兵猛扑，当时后者正从距运河三俄里许的一个村庄中出发。枪炮的火力。主要还是照明弹迫使这一群阵容杂乱的骑兵不得不折回原地，而当时，他们正驰向英国陆军，开始向其侧翼迂回，显然企图突入后方，这一行动在锡克人的骑兵团中造成极度的仓惶不安，对于皇家龙骑兵团来说，营救自己的同伴这是责无旁贷的事。当阻扼联军进攻的最初尝试遭到失败后，中国方面又在八里桥前沿的墓地一带，而后又在寺庙附近重新发动攻击，但是，这两次他们都被为数不多的法军击退了。最后的，但也是十分顽强的抵抗，是在该桥桥堍一带进行的。在桥的另一端，部署了拥有二十七尊炮的一个炮兵连，同时还有从北京调来的正黄旗的满洲禁军，在此次战役中负伤的指挥官胜保也亲临阵前。八门法国线膛炮把中国的炮兵队摧毁了，接着步兵又以刺刀对该桥进行了扫荡。满洲人英勇搏斗，并未立即撤退，但是当法军渡过运河以后，他们便溃不成军了。一部分军队奔向北京，而大部分则向北跑回草原老家。
法国远征军中尉保罗·德拉格朗热：
炮弹和子弹无法彻底消灭他们，骑兵们似乎是从灰烬中重生。他们如此顽强，以至于一时间会拼命地冲到距大炮只有30米远的地方。我们大炮持续和反复地排射，炮弹于他们的左右飞驰，他们在炮火中倒下了。
蒙托邦、科利诺、雅曼等部队采用刺刀、炮火持续攻击，布杰（Pouget）少校率领法军第101旅夺取了清军阵地中心村庄，雅曼率法军占领八里桥。接著英法联军开始以大口径火炮射击拼死一战保卫八里桥的埋伏清军，最终占领了八里桥，桥上橫布清军戰死將士。蒙托邦回忆：“八里桥成了这一天最动人的一幕。早晨还斗志昂扬的那些清军骑兵，现在都已消失得无踪影了。这座桥是一种古老文明造就的伟大古蹟。那些衣着华丽的骑兵，在桥道上挥动旗帜，毫无掩护地以一种对我軍大炮和火炮无能为力的炮火反击。”
据俄使伊格估计，当时清军投入约5至6万人，其中3万骑兵，损失1000人（清朝自己估计为3000人）。法军死亡3人，受伤17人，英军死亡2人，受伤29人。9月21日，英法联军自郭家坟向八里桥附近进攻。胜保、僧格林沁、瑞麟奉命迎击，激战半日后僧部溃退，胜保、瑞麟继续督军奋战，激战中胜保连中数弹而昏晕落马。最终清军战败。战后胜保受咸丰美誉“忠勇性成，赤心报国”。
1862年，法國皇帝拿破崙三世為紀念這次戰役，封蒙托邦為「八里橋伯爵」。

## 争论
史家对八里桥之战中的僧格林沁褒贬不一。

### 正面觀點
认为八里桥之战僧格林沁虽败犹荣，堪与第二次大沽口之戰媲美。此外，认为僧格林沁在八里桥之战中是首先接仗，并主动反复冲击敌军，僧格林沁确实是较早撤退，但并不是撤退而逃，是因为联军包抄僧军侧后，僧格林沁遂一面抵抗一面缓缓撤退。还有学者认为僧格林沁有战术上的失误，但兵力装备，物资供求悬殊是失败的根源，虽然失败却充分体现了满蒙官兵的英雄气概和牺牲精神。更有人主张僧格林沁领导的八里桥之战是中国千年传统的骑兵冲击、冷兵器近战与西方经过拿破仑战争和工业革命后以炮兵为核心的火力战之间的两个时代的决战，血肉之躯终归抵挡不住欧洲的新式枪炮。

### 負面觀點
有学者认为八里桥之战之所以失败，是由于僧格林沁的临阵脱逃造成的。僧格林沁在八里桥之战中是找借口保命逃跑。此外亦有认为八里桥之战的失败並非肇因於僧格林沁的“畏敌如虎”，“撤队而逃”，而完全是僧格林沁不汲取以往失败的教训，以及对新形势下的战争的无知和指挥失误造成的。批评家中还有认为僧格林沁在第三次大沽口之役中已经知道冷兵器不能抵抗新式兵器，就不该督率马队与联军决一野战，是他的无知和错误使官兵付出惨重的代价，僧格林沁丧师误国难逃其咎，但与主和派也不可同日而语。